# Johann Barth
Johann Barth erdélyi szász nyomdász, a nagyszebeni Barth-nyomda alapítója.
Nagyszebenben Stephan Jüngling műhelyében sajátította el a nyomdászat mesterségét. 1693-ban  már az ő vezetése alatt jelent meg Andreas Hermann Dissertatio Theologica című 7 levélnyi füzetkéje, amelyet apjának Lukas Hermannak ajánlott. A nyomda Johann Barth neve alatt működött 1696 – 1706 között.
A Barth-féle nyomdában jelent meg évtizedeken át a szászok között általánosan elterjedt Hermannstädter Neu- und Alter Kalender.